# Битка код Минча
Битка код Минча вођена је 8. фебруара 1814. године између француске и аустријске војске. Део је Наполеонових ратова, тј. рата Шесте коалиције, а завршена је неодлучним исходом.

## Битка
Француске снаге предводио је Ежен де Боарне, а аустријске Хајнрих Белгард. Обе стране једновремену су форсирале Минчо на супротним крилима: Ежен са десне на леву обалу код Мантове и Гоита да би ударио Аустријанце, а Белгард с леве на десну код Валеђа сул Минчо и Поцуола да би наставио гоњење Француза за које се веровало да се главнином повлаче на Кремону. До главног судара је дошло на левој обали. Аустријанци су одбачени уз губитке од око 4000 људи, али битка тактички није довршена. Ежен је, с губицима од око 3.500 људи, пресекао аустријско надирање те је на Минчу могао остати до краја рата.